# Grille commune
Pour les articles homonymes, voir Grille.

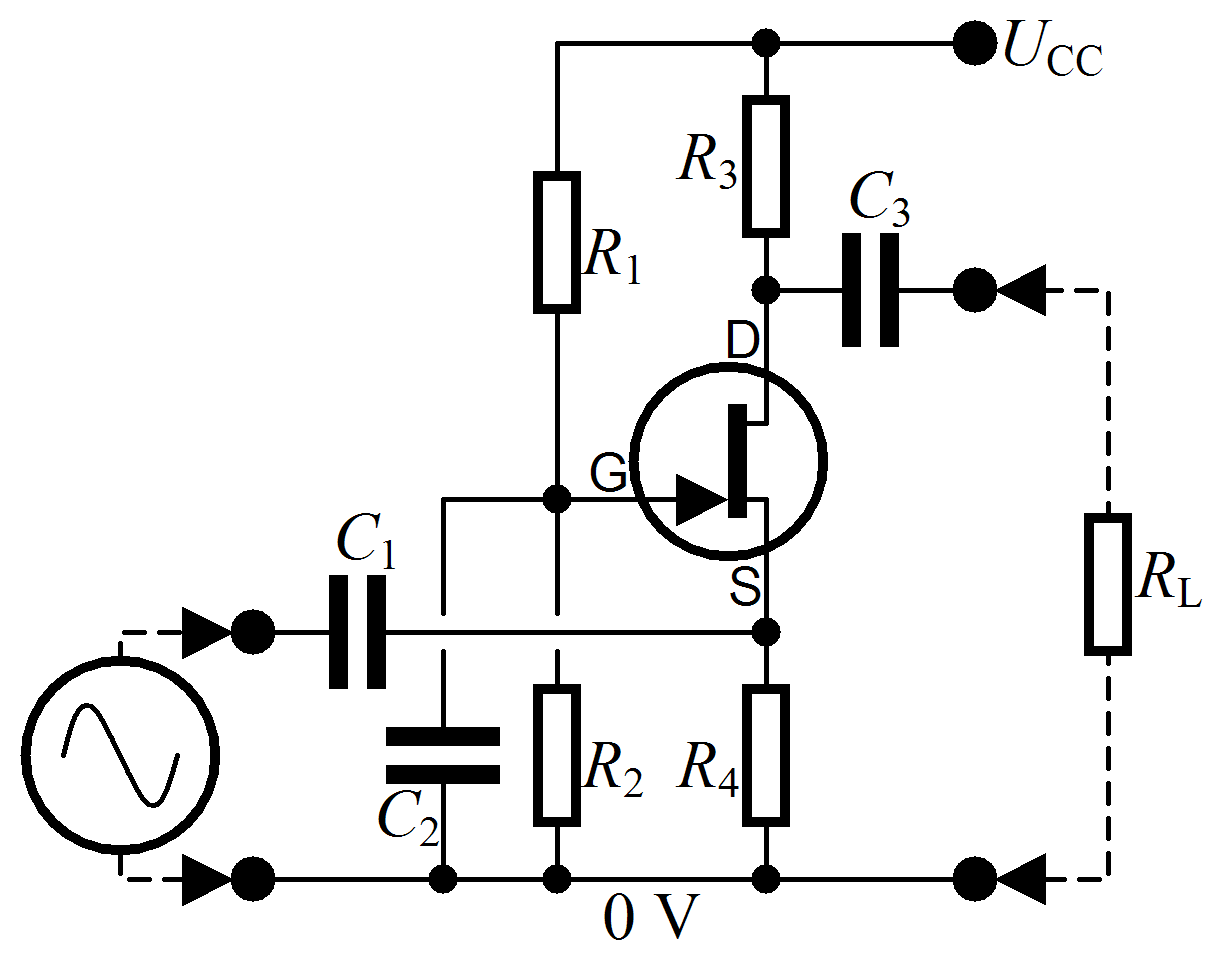
un amplificateur à grille commune

En électronique, un grille commune est un des trois types de base d’amplificateur électronique utilisant un transistor à effet de champ. Ce montage est le pendant pour transistor à effet de champ du base commune des transistors bipolaires. Il est typiquement utilisé comme buffer de courant ou amplificateur de tension. Dans ce circuit le signal d'entrée est appliqué à la source. La sortie est le drain et la grille est le point commun.